# Batalla de Borodinó (1941)
|  | Aquest article tracta sobre la batalla de la 2a. Guerra Mundial. Vegeu-ne altres significats a «Batalla de Borodinó». |

La batalla del camp de Borodinó va ser una part de la batalla de Moscou del front oriental de la Segona Guerra Mundial. Per referir-se a la batalla, actualment a Rússia és més comú referir-s'hi amb el nom de «Camp de Borodinó» que no pas només «Borodinó».
Al migdia, el 13 d'octubre de 1941, avions alemanys Junkers i Messerschmitt varen aparèixer sobre el camp de Borodinó, lloc de la culminant batalla francorussa del 1812. El 16 d'octubre, van esclatar intensos combats al centre del camp de Borodinó i posteriorment, els alemanys van aconseguir eixir al camp. El Monestir Spaso-Borodinsky va ser cremat i el Museu de Borodinó va patir danys. El camp de Borodinó va ser alliberat per la 82ena Divisió d'Infanteria Soviètica durant la contraofensiva.
Posteriorment es va erigir un monument al camp amb la inscripció a baix relleu: "Ací en les línies del sagrat camp de Borodinó, l'octubre de 1941, les heroiques unitats de la 5a armada varen estar lluitant fins a l'amarg final, refutant la furiosa envestida dels usurpadors feixistes alemanys".